# Polska na Halowych Mistrzostwach Europy w Lekkoatletyce 1978
Polska na Halowych Mistrzostwach Europy w Lekkoatletyce 1978 – reprezentacja Polski podczas zawodów w Mediolanie zdobyła pięć medali w tym jeden złoty.

## Wyniki reprezentantów Polski

### Mężczyźni
- bieg na 60 m
  - Marian Woronin zajął 4. miejsce
  - Jan Alończyk odpadł w półfinale
- bieg na 400 m
  - Ryszard Podlas zajął 2. miejsce
  - Edward Antczak odpadł z powodu kontuzji w półfinale
- bieg na 800 m
  - Marian Gęsicki zajął 4. miejsce
  - Paweł Szweda odpadł w eliminacjach
- bieg na 1500 m
  - Henryk Wasilewski odpadł w eliminacjach
- bieg na 3000 m
  - Józef Ziubrak zajął 9. miejsce
- bieg na 60 m przez płotki
  - Jan Pusty zajął 5. miejsce
  - Andrzej Ziółkowski odpadł w półfinale
  - Romuald Giegiel odpadł w eliminacjach
- skok wzwyż
  - Jacek Wszoła zajął 7. miejsce
- skok o tyczce
  - Tadeusz Ślusarski zajął 1. miejsce
  - Władysław Kozakiewicz zajął 5. miejsce
  - Leszek Hołownia zajął 10. miejsce
- trójskok
  - Eugeniusz Biskupski zajął 9. miejsce
- pchnięcie kulą
  - Władysław Komar zajął 2. miejsce

### Kobiety
- bieg na 800 m
  - Elżbieta Katolik odpadła w eliminacjach
- bieg na 60 m przez płotki
  - Grażyna Rabsztyn zajęła 2. miejsce
  - Zofia Bielczyk zajęła 5. miejsce
  - Elżbieta Rabsztyn odpadła w półfinale
- Skok wzwyż
  - Urszula Kielan zajęła 3. miejsce
- skok w dal
  - Anna Włodarczyk zajęła 7. miejsce